# Бонапарт, Наполеон Шарль
Наполео́н Шарль Бонапа́рт (Наполеон Шарль Грегуар Жак Филипп; 5 февраля 1839, Рим — 11 февраля 1899, там же) — 5-й принц и последний принц Канино и Музиньяно. Сын принца Шарля Люсьена Бонапарта и Зенаиды Бонапарт.

## Биография
Наполеон Шарль служил во французской армии во время французской интервенции в Мексику и франко-прусской войны, которая привела к падению Второй империи его двоюродного брата, императора Наполеона III.
25 ноября 1859 года в Риме он женился на Марии Кристине Русполи (1842—1907), дочери Джованни Непомуцена Русполи, 5-го принца Черветери. У них было три дочери:
- Зенаида Евгения (1860—1862)
- Мария (1870—1947); муж — Энрико Готти (1867—1920)
- Евгения (1872—1949); муж — Наполеон Ней (1870—1928), принц Москворецкий, герцог Эльхингенский

Наполеон Шарль стал 5-м принцем Канино и Музиньяно 19 ноября 1895 года, после смерти его брата Люсьена. Его двоюродный брат, Ролан Бонапарт, наследовал ему как 6-й принц Канино и Музиньяно, но не принял титул.